# Pedra Grande
Pedra Grande este un oraș în Rio Grande do Norte (RN), Brazilia.